# Важане
Важа́не  (пом. Вага́ны) — название населения бассейна реки Вага (Важской земли, в 1780—1929 годах — Шенкурского уезда Архангельской губернии и Вельского уезда Вологодской губернии, ныне — территории Архангельской и Вологодской областей), впервые упоминаемое в Вологодско-Пермской летописи.
Иногда важане рассматриваются как локальная группа северных русских, именовавшая себя по географическому признаку, наряду с двинянами, онежанами, белозёрцами, устюжанами и другими. Важский диалектический ареал является частью двинской зоны северного наречия русского языка, который также может рассматриваться частью как вологодской, так и поморской групп говоров.
Важане, как и другие группы северян, принимали участие в покорении Сибири и Урала и внесли таким образом вклад в формирование ныне старожильческих групп этих регионов. Об этом говорят и оттопонимические фамилии переселенцев. Также русское население Забайкалья формировалось в том числе из носителей важского говора.

## История
До колонизации древними новгородцами и ростово-суздальцами Поважье было населено заволочской чудью, а ещё ранее — пермью, весью и лопарями. Важане сформировались, как и их ближайшие соседи, в результате смешения вышеупомянутых финно-угорских племён со славяноязычными выходцами из Новгорода и Низовских земель, не исключая роль потомков варягов оттуда же. Немаловажной частью новгородского освоения Заволочья в целом и Важской земли в частности было миссионерство, ключевую роль которого в Поважье сыграл бывший новгородский посадник Варлаам Важский, основавший Варлаамиев Важский монастырь.
До присоединения Важской земли к Московскому княжеству (в результате Яжелобицкого мира после Московско-Новгородской войны 1456-го года) в 1462 году, важане нередко участвовали в различных сражениях на стороне Новгорода.

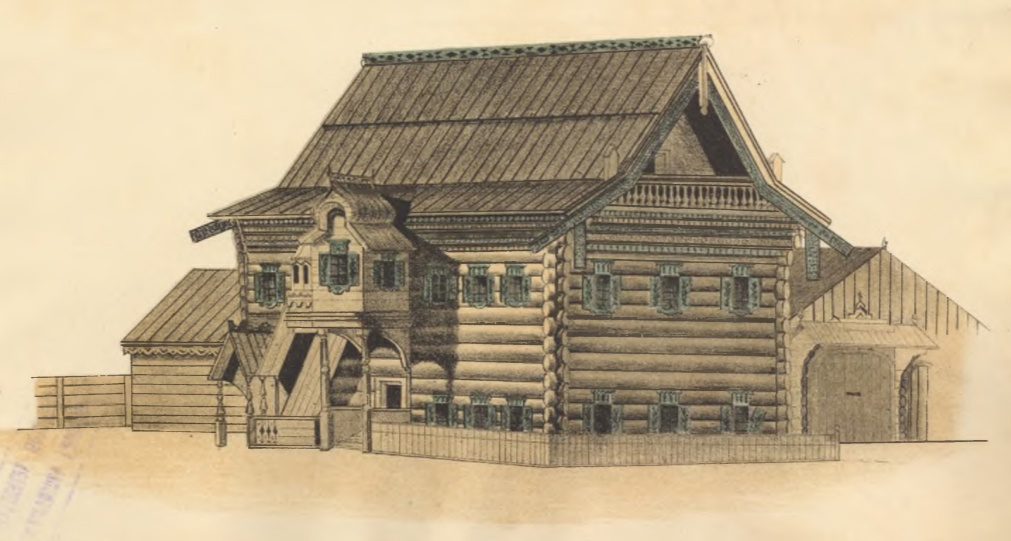
Важская изба. Вельский уезд, Вологодская губерния, рисунок в работе Ф. Н. Берга «Нечто о древности типа деревянных построек и резьбы в Важском крае», 1882 г.

После присоединения Важской земли к Московскому княжеству, важане принимали участие в военных походах Москвы на Югру, на Вятку и на Казань. Благодаря лыжным и плавательным навыкам, важане, наряду с двинянами, устюжанами, пермяками и вятчанами являлись незаменимыми в армии Русского государства.
Двиняне, онежане, пинежцы, важане мало изменились от времени и нововведений: их характер свободы, волостное управление, образ селитьбы, пути сообщения, нравы, самое наречие, полное архаизмов, и выговор невольно увлекают мысль в пленительный мир самобытия новгородцев.Павел Михайлович Строев
Важнейшим документом об истории важан является Важская уставная грамота 1552-го года, пожалованная Иваном Грозным, по которой важане получили задекларированные расширенные права на самоуправление. Земская власть в Важском крае характеризовалось влиянием новгородских вечевых традиций. Судебник 1589 года закрепил право самоуправления населения Поважья, в том числе, к вопросам, решаемым на местном уровне, относились вопросы смертной казни за конокрадство, границ крестьянских наделов, содержания и обслуживания дорог, ограничения по забиву скота, компенсации за «бесчестие» проституткам и ведьмам, была введена присяга выборных судей на неподкупность, а дочери получили право законного наследства наравне с сыновьями.

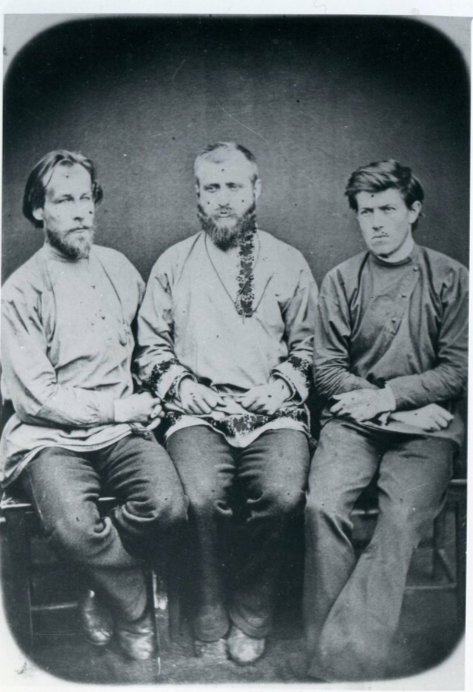
Шенкурские мужчины в косоворотках, конец XIXв. - начало XXв. Фотография из Шенкурского районного краеведческого музея

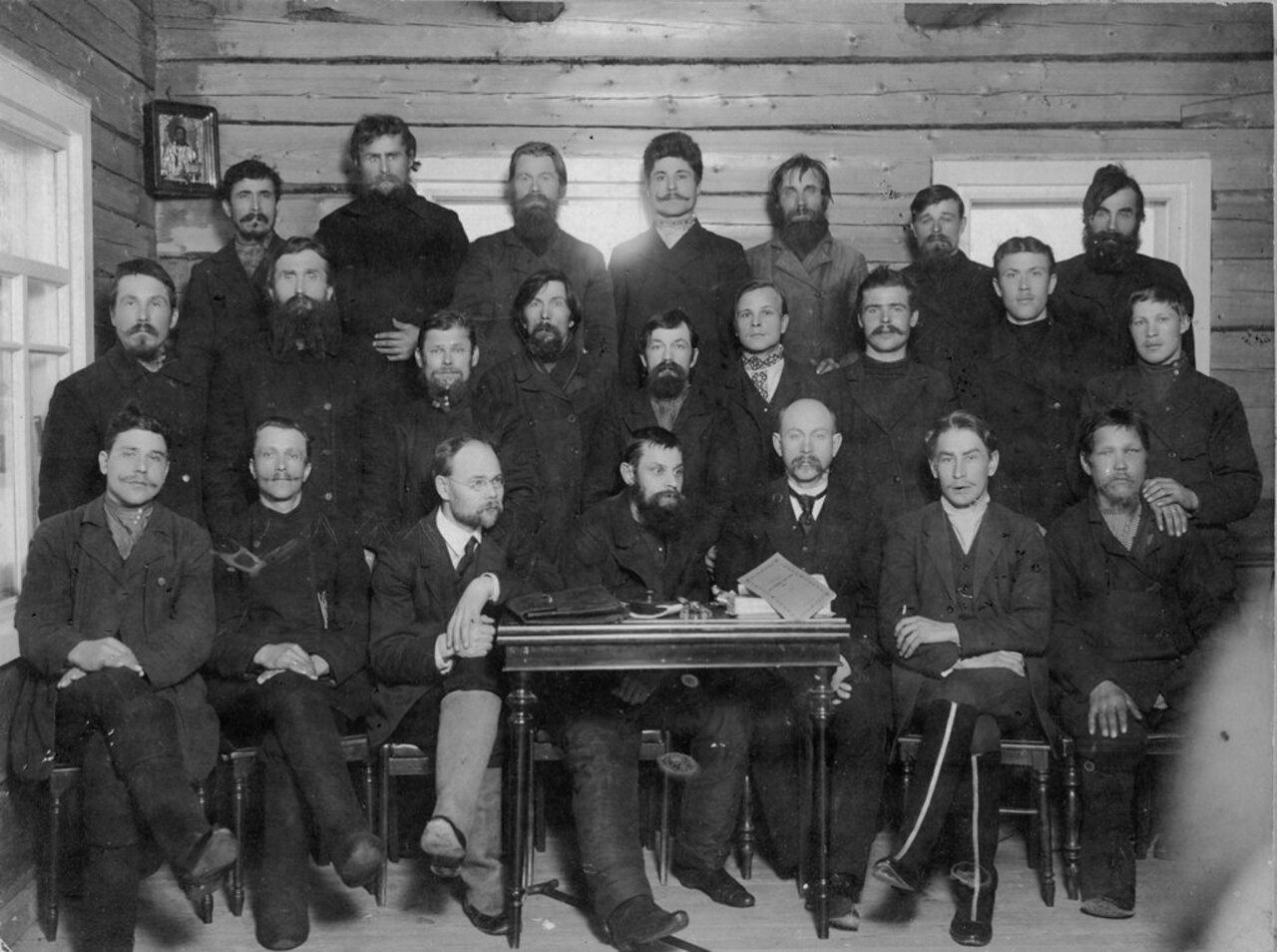
Уездное собрание Важского Союза смолокуренных артелей, 1914г. Фотография из Шенкурского районного краеведческого музея

Важане также были самыми крупными добытчиками и поставщиками древесной смолы в Архангельской губернии. Из других популярных промыслов у важан отмечаются рыболовство и звериная охота.
К концу XIX века Шенкурский уезд стал самым населённым в Архангельской губернии, но Поважье столкнулось с проблемами безземелья и недостатка ресурсов, вследствие чего из уезда начался сильный отток населения, а малые деревни начали вымирать.
В 1990-х годах важские регионалисты создали движение «Важский край» с целью объединения Вологодской и Архангельской частей Поважья в один регион, однако организация не добилась успеха.

## Интересные факты
- В «Словаре живого поморского языка» И. М. Дурова «вага́ны» — поморское «прозвище людей, живущих по реке Ваге», а «водохлёбы» — ругательное прозвище жителей с реки Вага, занимающихся по рекам сплавом лесоматериалов к Архангельским лесозаводам[2].

- В «Словаре областного архангельского наречия в его бытовом и этнографическом применении» А. И. Подвысоцкого слову «вага́н» даётся определение как «общему названию жителей селений по реке Ваге в Шенкурском уезде и вообще жителей этого уезда, которых обзывают в насмешку: ваган кособрюхой (от того, что носят криво подпояску) и ваган водохлёб (от того, что многие из них проводят большую часть лета на воде, нанимаясь в рабочие для сплава барок и плотов с верховьевь Северной Двины и её притоков». Там же указаны уезды, где эти прозвища были распространены: Архангельский, Онежский и Холмогорский[1].

- Согласно Всероссийской переписи населения 2020—2021 годов один человек указал свою национальность как «важанин»[34].